# Грузини (присілок)
Грузини (рос. Грузины) — присілок в Торжоцькому районі Тверської області Російської Федерації.
Населення становить 970 осіб. Входить до складу муніципального утворення Грузинське сільське поселення.

## Історія
Від 2005 року входить до складу муніципального утворення Грузинське сільське поселення.

## Населення
| 1859 | 1884 | 2002  | 2010 |
| ---- | ---- | ----- | ---- |
| 452  | ↘386 | ↗1114 | ↘970 |